# 廢除普魯士
廢除普魯士（德語：Abschaffung von Preußen）發生於1947年2月25日，當日，普魯士自由邦由盟国管制理事会根據同日簽署的管制理事会第46號令（Control Council Law No. 46）正式廢除。管制理事会第46號令由美國、蘇聯、法國、英國四國的代表簽字同意。

## 法案
管制委员会第46号法：

普鲁士国家从早期就成为德国军国主义和反动派的承担者，事实上已经不复存在。
以维护人民和平与安全的利益为指导，并希望确保在民主基础上进一步重建德国的政治生活，控制委员会颁布如下：
第一条
普鲁士国家连同其中央政府及其所有机构都被废除。
第二条
属于普鲁士国家的领土，目前处于控制委员会最高权力之下的领土将获得各州的地位或将被并入各州。
本条的规定须经监管委员会同意或未来德国宪法规定的修订和其他规定。
第三条
前普鲁士国家的国家和行政职能以及资产和负债将转移到适当的州，但须遵守盟军控制委员会可能需要的协议。
第四条
本法自签署之日起生效。
1947年2月25日於柏林
-  馬里-皮埃爾·柯尼希陆军上将
-  瓦西里·索科洛夫斯基苏联元帅
-  盧修斯·克萊上將、约瑟夫·T·麦克纳尼上將
-  布莱恩·罗伯逊上將、肖尔托·道格拉斯、皇家空軍元帥

2月25日签署的第46号控制委员会法对普鲁士国家、其中央政府及其所有机构进行了清算。该法具有确认行为的性质；战前普鲁士的11个省和行政区自占领之初就被划歸苏管區、西方管區、蘇聯和波兰，由是，普魯士作為一個政治實體徹底消失。自1525年條頓騎士團大團長阿爾布雷希特進行世俗化改革、建立普魯士國家至此，共計422年。